# 軍人勅諭
『軍人勅諭』（ぐんじんちょくゆ、旧字体：軍人敕諭󠄀）は、1882年（明治15年）1月4日に明治天皇が陸海軍軍人に下賜した勅諭である。正式名称は、『陸海軍軍人に賜はりたる敕諭』（りくかいぐんぐんじんにたまわりたるちょくゆ）。カタカナ交じりの漢文訓読調が一般的だった当時の詔勅としては珍しく、平仮名交じりの和文調になっている。

## 沿革
山縣有朋の指示で西周が起草、福地源一郎・井上毅・山縣有朋によって加筆修正されたとされる。下賜当時、西南戦争・竹橋事件・自由民権運動などの社会情勢により、設立間もない軍部に動揺が広がっていたため、これを抑え、精神的支柱を確立する意図で起草されたものされ、1878年（明治11年）10月に陸軍卿山縣有朋が全陸軍将兵に印刷配布した軍人訓誡が元になっている。
1948年（昭和23年）6月19日、教育勅語などと共に、衆議院の「教育勅語等排除に関する決議」および参議院の「教育勅語等の失効確認に関する決議」がそれぞれ可決。その失効が確認された。

## 内容
通常の詔勅が漢文調であるのに対し、変体仮名交じりの和文調の文語体で、総字数2700字におよぶ長文。忠節・礼儀・武勇・信義・質素を軍人が守るべきの五つの徳目とし、また軍人は政治に関与しないように明示している。陸軍では将兵は全文暗誦できることが当然とされた。一方海軍では、「御勅諭の精神を覚えておけばよい。御勅諭全文より諸例則（関連法規や訓令）等を覚えよ」とされることが多く、全文暗誦を求められることは多くなかった。
内容は、前文で『朕は汝ら軍人の大元帥なるぞ』と天皇が統帥権を保持することを示し、「下級の者が上官の命令を承ること、実は直ちに朕が命令を承ることと心得よ」と言い渡し、続けて、軍人に忠節・礼儀・武勇・信義・質素の五箇条の徳目を説いた主文、これらを誠心をもって遵守実行するよう命じ、果たされれば天皇自身の喜びに留まらず、国民皆これを祝うだろうと述べた後文から成る。
五箇条の忠節・礼儀・武勇という徳目は、江戸時代の武士道の徳目であった儒教朱子学における五倫と五常の影響を強く受けている。また、当時の竹橋事件・自由民権運動の影響を鑑み、「忠節」の項において「政論に惑わず政治に拘わらず」と軍人の政治への不関与を命じ、軍人（現役の兵と職業軍人）には選挙権を与えないこととした。ところが大日本帝国憲法（1890年11月）に先行して天皇から与えられた「勅諭」であることから、海軍と陸軍の一部は軍人勅諭を政府や議会に対する自らの独立性を担保するものと位置づけようとするものもいた。政治への不関与を命じたものと位置づけるのが主流であったが、政党政治に終局をもたらせた暗殺テロ、五・一五事件に代表される急進派も存在した。
戦いに於いては「義は山嶽より重く死は鴻毛より軽しと心得よ」と、「死は或いは泰山より重く或いは鴻毛より輕し」という古諺を言換え、「普段は命を無駄にせず、けれども時には義のため、喩えば天皇のため国のために、命を捨てよ」という意味で解釈された。武士道「葉隠」にあるような個人の尊厳を重視したものと明確に差異がある。
下村定大将（陸士20期）は降伏決定の際、徹底抗戦を望む部下たちに「汝等能く朕と其憂を共にせよ」を敗戦時の心得として説得したという。

## 「御名」
資料によってはこの勅諭の末尾に「御名御璽」と表記しているものがあるが、この勅諭は明治天皇の署名（印刷物等に表記する場合は「御名」）のみで御璽を捺さずに陸海軍に直接下賜する形式を採った（軍内部には「明治15年陸軍省達乙第2号」として陸軍大臣から布達された）ため、印刷物の場合は「御名」のみ表記されるのが正確である。
ちなみに陸軍においては「御名」を一般的な「ぎょめい」でなく「おんな」と読んだ。山本七平は『私の中の日本軍』の中で、ある衛生下士官が部隊の宴会で酔い、「突撃一番、軍人勅諭はオンナで終わらぁー」と叫んだと記している。

## その他
梅津美治郎陸軍大将の誕生日は、軍人勅諭が下賜された明治15年（1882年）1月4日である。
戦争中に陸軍上等兵として中支の戦場にいた、後の戦記作家の伊藤桂一は、戦陣訓と軍人勅諭を比較して次のように述べている。
稲田朋美の防衛大臣辞任の要因となった自衛隊日報問題に際し、元外務省の佐藤優は「自衛官たちが二度とこのような行動をとらないように、自衛隊に軍人勅諭を暗唱させ、軍人勅諭の精神を叩き込んだほうがいいのではないでしょうか」と述べている。